# Comuna Ajdovščina
Ajdovščina (Občina Ajdovščina) este o comună din Slovenia, cu o populație de 18.095 de locuitori (2002).

## Localități
Ajdovščina, Batuje, Bela, Brje, Budanje, Cesta, Col, Črniče, Dobravlje, Dolenje, Dolga Poljana, Gaberje, Gojače, Gozd, Grivče, Kamnje, Kovk, Kožmani, Križna gora, Lokavec, Male Žablje, Malo Polje, Malovše, Otlica, Plače, Planina, Podkraj, Potoče, Predmeja, Ravne, Selo, Skrilje, Stomaž, Šmarje, Tevče, Ustje, Velike Žablje, Vipavski Križ, Višnje, Vodice, Vrtovče, Vrtovin, Zavino, Žagolič, Žapuže